# Biblioteca pentru toți copiii
Biblioteca pentru toți copiii este o colecție de cărți publicată anterior de Editura Ion Creangă și din 2014 de Editura Litera. La Editura Ion Creangă, seria a fost numerotată.

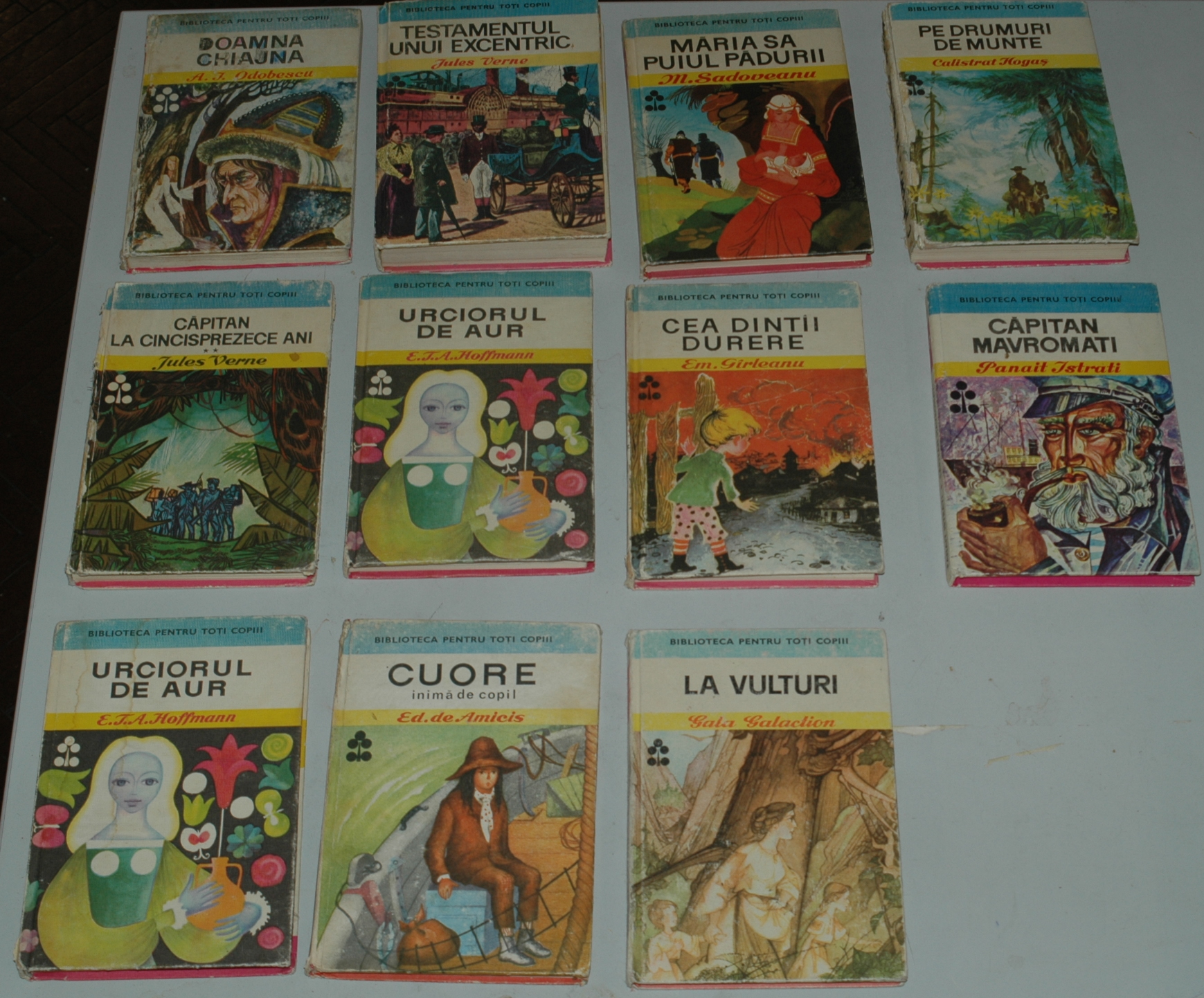

## Lista cărților

### Editura Ion Creangă

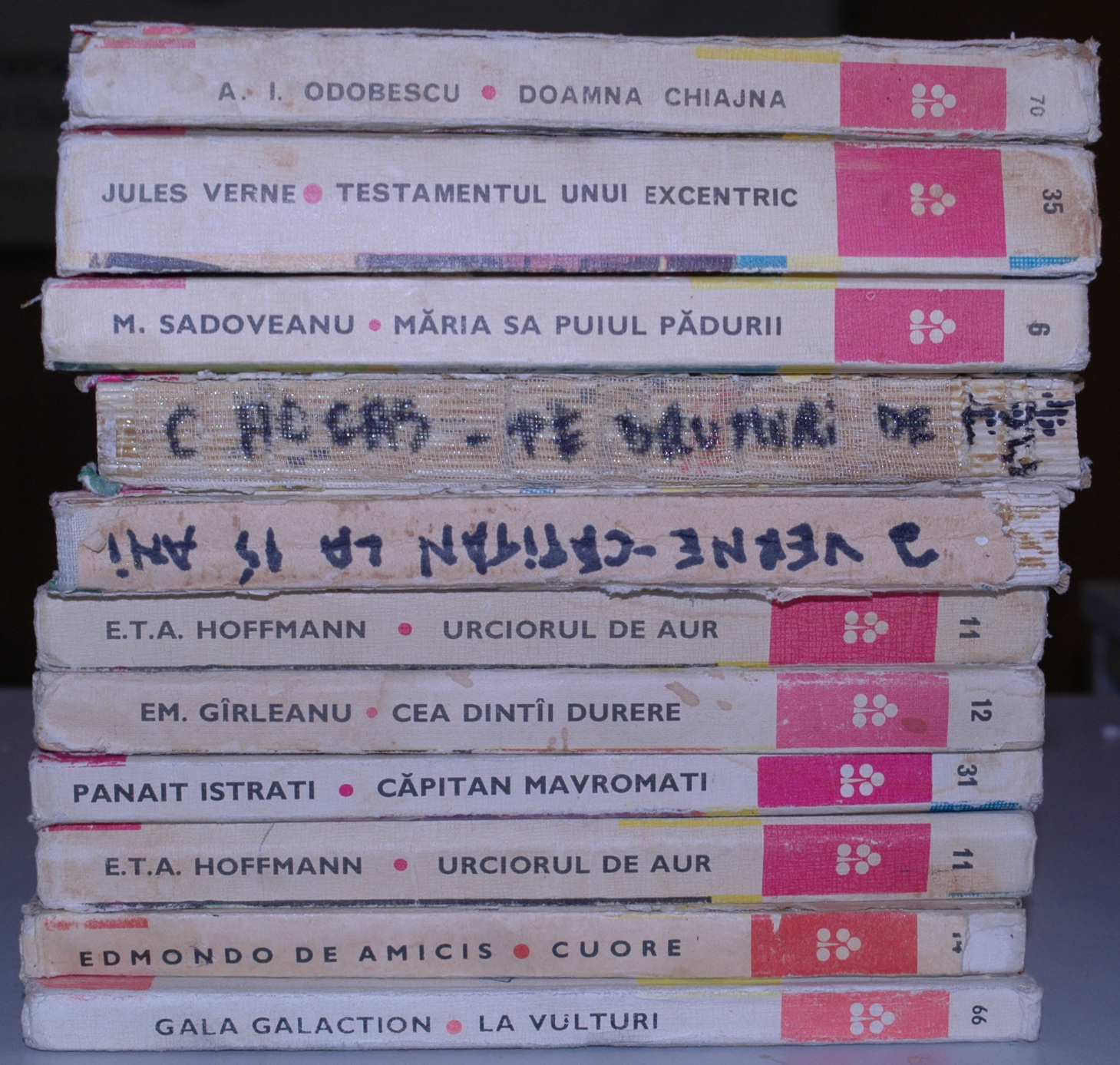

Ilustratori: Maria Octavia Țarălungă, Val Munteanu, Sabin Bălașa, Romeo Voinescu, Gheorghe Cernăianu, Kalab Francisc, Gyorgy Mihail, Deak Ion-Cluj, Gion Mihail, Iacob Dezideriu, Vasile Olah, Livia Rusz, Ștefan Năstac, Valentin Tănase etc.

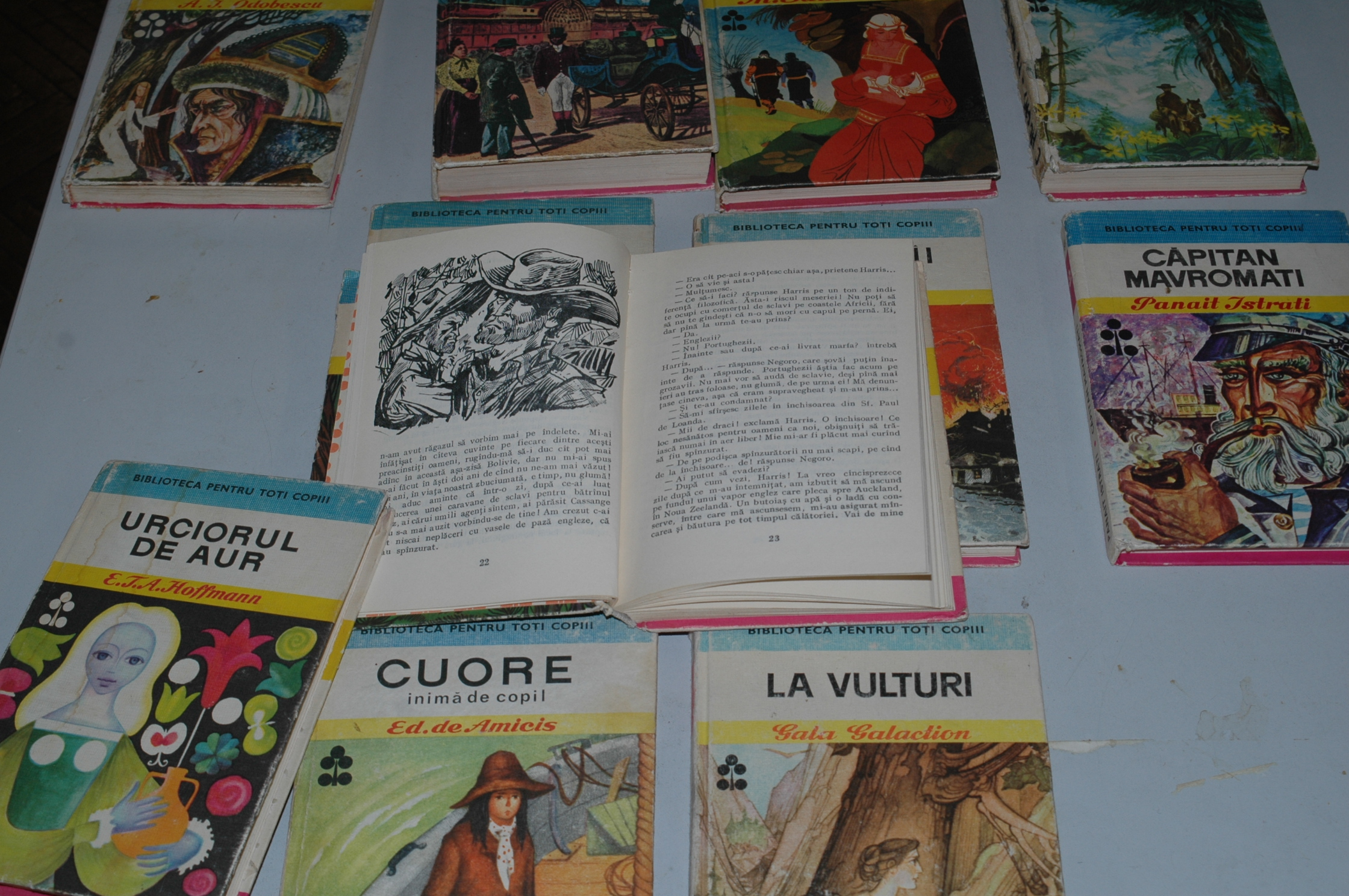

| An   | Nr. | Autor                            | Titlu                                                                  | Note                               |
| ---- | --- | -------------------------------- | ---------------------------------------------------------------------- | ---------------------------------- |
| 1970 | 1   | Ion Creangă                      | Amintiri din copilărie                                                 |                                    |
| 1970 | 2   | Mark Twain                       | Tom Sawyer detectiv și Tom Sawyer în străinătate                       |                                    |
| 1970 | 3   | Mihai Eminescu                   | Basme                                                                  |                                    |
| 1970 | 4   | Jules Verne                      | Un căpitan de cincisprezece ani (vol. I)                               |                                    |
| 1970 | 5   | Jules Verne                      | Un căpitan de cincisprezece ani (vol. II)                              |                                    |
| 1970 | 6   | Mihail Sadoveanu                 | Măria sa puiul pădurii                                                 |                                    |
| 1970 | 7   | Ivan Turgheniev                  | Din povestirile unui vînător                                           |                                    |
| 1970 | 8   | Ionel Teodoreanu                 | Ulița copilăriei                                                       | Retipărit: 1980                    |
| 1970 | 9   | Jack London                      | Colț Alb                                                               |                                    |
| 1970 | 10  | Daniel Defoe                     | Robinson Crusoe                                                        |                                    |
| 1970 | 11  | E.T.A. Hoffmann                  | Urciorul de aur                                                        |                                    |
| 1971 | 12  | Emil Gârleanu                    | Cea dintîi durere                                                      | Retipărit: 1978                    |
| 1971 | 13  | Ion Agârbiceanu                  | File din cartea naturii                                                | Retipărit: 1986                    |
| 1971 | 14  | Edmondo de Amicis                | Cuore, inimă de copil                                                  | Retipărit: 1988                    |
| 1971 | 15  | ***                              | Voinicul Ineluș                                                        |                                    |
| 1971 | 16  | I. L. Caragiale                  | Cănuță, om sucit                                                       |                                    |
| 1971 | 17  | Benedek Elek                     | Capra năzdrăvană                                                       |                                    |
| 1972 | 18  | Jules Verne                      | Copiii căpitanului Grant (vol. I)                                      |                                    |
| 1972 | 19  | Jules Verne                      | Copiii căpitanului Grant (vol. II)                                     |                                    |
| 1972 | 20  | Ioan Slavici                     | Florița din codru                                                      |                                    |
| 1972 | 21  | Calistrat Hogaș                  | Pe drumuri de munte                                                    |                                    |
| 1973 | 22  | Mihail Sadoveanu                 | Nada Florilor                                                          | Retipărit: 1988 (ed. a II-a)       |
| 1973 | 23  | Mark Twain                       | Aventurile lui Tom Sawyer                                              |                                    |
| 1973 | 24  | Kenneth Grahame                  | Vîntul prin sălcii                                                     |                                    |
| 1973 | 25  | Friederich Wolf                  | Basme                                                                  |                                    |
| 1973 | 26  | Ionel Teodoreanu                 | Hotarul nestatornic                                                    | Retipărit: 1986                    |
| 1973 | 27  | Asztalos István                  | De ce mărul e rotund?                                                  |                                    |
| 1973 | 28  | Arkadii Gaidar                   | Comandantul cetății de zăpadă                                          |                                    |
| 1973 | 29  | V. Voiculescu                    | Căprioara din vis                                                      |                                    |
| 1974 | 30  | Victor Ion Popa                  | Sfîrlează cu fofează                                                   |                                    |
| 1974 | 31  | Panait Istrati                   | Căpitan Mavromati ♦ Ciulinii Bărăganului                               |                                    |
| 1974 | 32  | Hans Christian Andersen          | Crăiasa zăpezii                                                        | Retipărit: 1978                    |
| 1974 | 33  | Al.I. Odobescu                   | Doamna Chiajna                                                         |                                    |
| 1974 | 34  | Jules Verne                      | 800 de leghe pe Amazon                                                 |                                    |
| 1974 | 35  | Jules Verne                      | Testamentul unui excentric                                             |                                    |
| 1974 | 36  | Valentin Kataev                  | O pînză în depărtare                                                   |                                    |
| 1974 | 37  | Ion Creangă                      | Povești, povestiri, amintiri                                           | Retipărit: 1981                    |
| 1975 | 38  | Mark Twain                       | Aventurile lui Huckleberry Finn                                        |                                    |
| 1975 | 39  | Petre Ispirescu                  | Aleodor împărat                                                        |                                    |
| 1975 | 40  | J.R.R. Tolkien                   | O poveste cu un hobbit                                                 |                                    |
| 1975 | 41  | Nikolai Nosov                    | Vitea Maleev la școală și acasă                                        | trad. de Igor Block și Alina Mirea |
| 1975 | 42  | ***                              | Zîna Onda                                                              | Basme clasice germane              |
| 1975 | 43  | Victor Hugo                      | Oamenii mării (vol. I)                                                 |                                    |
| 1975 | 44  | Victor Hugo                      | Oamenii mării (vol. II)                                                |                                    |
| 1976 | 45  | Cezar Petrescu                   | Fram, ursul polar                                                      |                                    |
| 1976 | 46  | Lewis Carroll                    | Peripețiile Alisei în țara minunilor                                   |                                    |
| 1976 | 47  | Charles Dickens                  | Aventurile lui Oliver Twist (vol. I)                                   |                                    |
| 1976 | 48  | Charles Dickens                  | Aventurile lui Oliver Twist (vol. II)                                  |                                    |
| 1976 | 49  | Barbu Delavrancea                | Palatul de cleștar                                                     | Retipărit: 1987 (ed. a II-a)       |
| 1976 | 50  | Eusebiu Camilar                  | Povestiri eroice                                                       | Retipărit: 1985 (ed. a II-a), 1989 |
| 1976 | 51  | Mark Twain                       | Prinț și cerșetor                                                      |                                    |
| 1976 | 52  | Anton Bacalbașa                  | Moș Teacă și alte schițe                                               |                                    |
| 1977 | 53  | Ion Marin Sadoveanu              | Taurul mării                                                           |                                    |
| 1977 | 54  | Octav Pancu-Iași                 | Mai e mult pînă diseară?                                               |                                    |
| 1977 | 55  | I.L. Caragiale                   | Momente, schițe, povestiri                                             |                                    |
| 1978 | 56  | Harriet Beecher-Stowe            | Coliba unchiului Tom (vol. I)                                          |                                    |
| 1978 | 57  | Harriet Beecher-Stowe            | Coliba unchiului Tom (vol. II)                                         |                                    |
| 1977 | 58  | Alphonse Daudet                  | Frumoasa Niverneză                                                     |                                    |
| 1978 | 59  | ***                              | Vestea cea mare                                                        | povestiri istorice                 |
| 1983 | 60  | Alexandru Mitru                  | Legendele Olimpului (vol. I)                                           |                                    |
| 1983 | 61  | Alexandru Mitru                  | Legendele Olimpului (vol. II)                                          |                                    |
| 1978 | 62  | Frații Grimm                     | Povești                                                                |                                    |
| 1979 | 63  | Nicolae Batzaria                 | Povești de aur                                                         |                                    |
| 1979 | 64  | Ionel Teodoreanu                 | În casa bunicilor                                                      |                                    |
| 1979 | 65  | Jules Renard                     | Morcoveață                                                             |                                    |
| 1980 | 66  | Gala Galaction                   | La Vulturi                                                             |                                    |
| 1980 | 67  | Radu Tudoran                     | Toate pînzele sus (vol. I)                                             |                                    |
| 1980 | 68  | Radu Tudoran                     | Toate pînzele sus (vol. II)                                            |                                    |
| 1980 | 69  | Ioan Alexandru Brătescu-Voinești | Niculăiță Minciună                                                     |                                    |
| 1980 | 70  | Al.I. Odobescu                   | Doamna Chiajna                                                         |                                    |
| 1981 | 71  | Anatole France                   | Povestiri                                                              |                                    |
| 1981 | 72  | *** Ion Hobana (editor)          | Fuga în spațiu-timp: povestiri științifico-fantastice de autori români | Antologie SF                       |
| 1981 | 73  | Maxim Gorki                      | Copilăria                                                              |                                    |
| 1982 | 74  | Aziz Nesin                       | Covrigi, covrigi proaspeți                                             |                                    |
| 1983 | 75  | Mihai Eminescu                   | Poezii                                                                 |                                    |
| 1982 | 76  | Alexandre Dumas (tatăl)          | Laleaua neagră                                                         |                                    |
| 1983 | 77  | Costache Negruzzi                | Fragmente istorice                                                     |                                    |
| 1983 | 78  | Dumitru Almaș                    | Un om în furtună                                                       |                                    |
| 1984 | 79  | ***                              | Balade populare românești                                              |                                    |
| 1984 | 80  | Lucian Blaga                     | Hronicul și cîntecul vîrstelor                                         |                                    |
| 1985 | 81  | Zaharia Stancu                   | Să nu uiți Darie                                                       |                                    |
| 1985 | 82  | Emile Zola                       | Povestiri pentru Ninon                                                 |                                    |
| 1985 | 83  | Vasile Alecsandri                | Poezii                                                                 |                                    |
| 1985 | 84  | Arthur Conan Doyle               | O lume dispărută                                                       |                                    |
| 1986 | 85  | Gica Iuteș                       | O stea din toate e a mea                                               |                                    |
| 1988 | 86  | Costache Anton                   | Vacanța                                                                |                                    |
| 1991 | 87  | Hector Malot                     | Romain Kalbris                                                         |                                    |

### Editura Litera
Surse: 
| An   | Autor                  | Titlu                                           | Note |
| ---- | ---------------------- | ----------------------------------------------- | ---- |
| 2014 | Jules Verne            | Ocolul pământului în optzeci de zile            |      |
| 2014 | Jack London            | Colț Alb                                        |      |
| 2014 | Kenneth Grahame        | Vântul prin sălcii                              |      |
| 2014 | Arthur Conan Doyle     | Câinele din Baskerville                         |      |
| 2014 | Lewis Carroll          | Alice în Țara Minunilor                         |      |
| 2014 | Mark Twain             | Prinț și cerșetor                               |      |
| 2014 | Petre Ispirescu        | Basme                                           |      |
| 2014 | Alphonse Daudet        | Tartarin din Tarascon                           |      |
| 2014 | Robert Louis Stevenson | Comoara din insulă                              |      |
| 2014 | Jules Renard           | Morcoveață                                      |      |
| 2014 | Daniel Defoe           | Robinson Crusoe                                 |      |
| 2015 | Mark Twain             | Aventurile lui Tom Sawyer                       |      |
| 2015 | Cezar Petrescu         | Fram, ursul polar                               |      |
| 2015 | Robert Louis Stevenson | Răpit de pirați                                 |      |
| 2015 | Homer                  | Odiseea                                         |      |
| 2015 | Oscar Wilde            | Prințul fericit și alte povestiri               |      |
| 2015 | Arthur Conan Doyle     | O lume dispărută                                |      |
| 2015 | Ion Luca Caragiale     | Momente și schițe                               |      |
| 2015 | Rudyard Kipling        | Cartea junglei                                  |      |
| 2015 | G.A. Bürger            | Uimitoarele călătorii ale baronului Münchhausen |      |
| 2016 | Mircea Sântimbreanu    | Recreația mare                                  |      |
| 2016 | Ion Minulescu          | Corigent la limba română                        |      |
| 2016 | A.G. Roemmers          | Întoarcerea tânărului prinț                     |      |
| 2016 | Arthur Conan Doyle     | Un studiu în roșu. Semnul celor patru           |      |
| 2016 | Agatha Christie        | Cortina. Ultimul caz al lui Hercule Poirot      |      |
| 2016 | Vergiliu               | Eneida                                          |      |
| 2016 | Rudyard Kipling        | A doua carte a junglei                          |      |
| 2016 | Mark Twain             | Un yankeu la curtea regelui Arthur              |      |
| 2016 | Frank Baum             | Vrăjitorul din Oz                               |      |
| 2016 | Edmondo de Amicis      | Cuore, inimă de copil                           |      |
| 2017 | Edgar Rice Burroughs   | Tarzan din neamul maimuțelor                    |      |

### Editura Prut
Surse: 
| An   | Autor                 | Titlu                         | Note               |
| ---- | --------------------- | ----------------------------- | ------------------ |
| 2011 | Dumitru Stăncescu     | Făt-Frumos și puii de fiară   | [ 9 ]              |
| 2011 | Jonathan Swift        | Călătoriile lui Gulliver      | [ 10 ]             |
| 2015 | Johanna Spyri         | Heidi. Fetița munților        | ISBN 9789975541824 |
| 2015 | Homer, Vergiliu       | Iliada. Odiseea. Eneida       | ISBN 9789975541770 |
| 2015 | Mihai Eminescu        | Poezie. Proză                 | [ 13 ]             |
| 2015 | Vasile Alecsandri     | Poezii                        | [ 14 ]             |
| 2015 | Grigore Vieru         | Cântec de iubire              | [ 15 ]             |
| 2015 | Herbert Gorge Wells   | Omul invizibil                | [ 16 ]             |
| 2015 | Petru Demetru Popescu | Legende și povestiri istorice | [ 17 ]             |

## Vezi și
- Biblioteca pentru toți
  - Catalogul Colecției Biblioteca pentru toți (Editura Minerva)‎‎
- Biblioteca școlarului
- Lista volumelor publicate în Colecția SF (Editura Tineretului)